# William Godfrey Pope
William Godfrey Thomas Pope OBE • GOI (15 de Abril de 1880 - Lisboa, 15 de Maio de 1943) foi um cidadão britânico, que se destacou como um engenheiro e empresário em Portugal.

## Biografia
Nasceu em 15 de Abril de 1880.
Formou-se em engenharia em Londres, no City and Guilds Technical College, e empregou-se como engenheiro na National Telephone Company na capital britânica, entre 1905 e 1908. Em seguida exerceu como engenheiro-chefe na United River Plate Telephone Co., em Buenos Aires, até ao princípio da Primeira Guerra Mundial. Durante aquele conflito, esteve em França como parte do corpo dos Royal Engineers, tendo recebido a Cruz Militar e o posto de Tenente-Coronel. Em 1920, tornou-se administrador-geral na The Anglo-Portuguese Telephone Company, posição que ocupou até à sua reforma em 1939. Após o início da Segunda Guerra Mundial, foi responsável por propaganda na Embaixada do Reino Unido em Lisboa, serviço pelo qual recebeu a Ordem do Império Britânico em 1941.
Foi um membro activo da comunidade britânica em Portugal e da alta sociedade portuguesa, tendo sido amigo de Gomes da Costa. Também fazia parte do Rotary International, e foi um dos principais responsáveis pela criação de vários núcleos de escotismo em Portugal. Destacou-se igualmente como músico, tendo tocado durante vários anos o órgão da Igreja de São Jorge, em Lisboa.
Faleceu em 15 de Maio de 1943 no British Hospital, aos 63 anos de idade. Foi sepultado no Cemitério Inglês, em Lisboa. Estava casado com Eileen Pope e era pai de Godfrey William Baden Pope e Monica Pope.

## Prémios e homenagens
William Godfrey Thomas Pope foi homenageado com o grau de Grande oficial na Ordem de Mérito Industrial em 17 de Dezembro de 1934. As insígnias, em ouro e brilhantes, foram adquiridas por subscrição dos empregados da companhia dos telefones. Também era um membro da Ordem do Império Britânico.